# ゼット (企業)
ゼット株式会社（ZETT Corporation.）は、大阪府大阪市天王寺区に本社を置くスポーツ用品卸売業である。

## 概要
1920年10月、ミシンによる縫製をやっていた渡辺梁三が袋物、鞄の製造卸の個人商店「渡辺梁三商店」を創業。事業を継いだ息子の渡辺真良が、戦後スポーツ用品に特化させ1950年12月16日、法人組織に移行し総合運動用品取扱商社として「渡辺運動用品株式会社」を設立。特に野球用品のグラブ、バット、スパイクシューズの製造供給は、当時のプロ野球、高校野球の復活に大いに貢献した。1967年4月、渡辺株式会社と社名を変更。1980年10月、創業60周年と法人化30周年をきっかけに現在のゼット株式会社へと社名を変更した。
現在、野球用品＆ソフトボール用品は関連子会社のゼットクリエイトが製造を行っている。
100%出資の子会社として、野球用品・コンバースバスケットボールウェアを中心にスポーツ用品の製造・販売を行う「ゼットクリエイト株式会社」。、物流を担う「ザイロ株式会社」「株式会社ジャスプロ」、主に登山・アウトドア用品を扱う小売部門の「ロッジ」。海外子会社として、中国・広州市に「広州捷多商貿有限公司」がある。
2008年4月に「カーツ」・「4DM」・「REMOsystem」の3ブランドをフェニックスから譲り受けた。完全子会社のゼノアを設立して企画・製造・販売をしていたが、2019年3月にゼットがゼノアを吸収合併した。
社名・ブランド名のゼット（ZETT）は、アルファベット最終文字として、Zがもつ不退転・最高・最新（Latest）という意味合いがあり、また、日露戦争時の旗艦に揚げられた臨戦を意味する「Z旗」の如く、経営には常に危機感をもって臨戦体制で臨む意志を表している。
また、スポーツを通じて地域社会に喜びと健康やふれあいの機会を提供し、調和をもたらす「スポチュニティ」を企業理念として掲げ、2021年からは、“社会に新しい価値を創造するスポーツ＆ライフスタイル企業”をビジョンとして、サステナブル（持続可能）な環境や社会の実現に向け、事業活動を通じたSDGｓの目標達成への貢献や、ESG経営の推進による持続的な企業価値の向上を目指している。
2020年に100周年を迎えた。

## 契約選手
- 今宮健太
- 東浜巨
- 千賀滉大
- 中村奨吾
- 源田壮亮
- 佐野恵太
- 吉川尚輝
- 小林誠司
- 藤浪晋太郎
- 岩崎優
- 青柳晃洋
- 田島慎二
- 戸柱恭孝
- 大瀬良大地
- 野村祐輔
- 中村悠平
- 森友哉
- 頓宮裕真
- 中川圭太
- 小深田大翔

## アドバイザースタッフ
- 吉田義男
- 里崎智也
- 赤星憲広
- 矢野燿大
- 古田敦也

## CM・その他
2003年に、元東京ヤクルトスワローズ監督の古田敦也や野球少年を起用して放送された、企業CM「もっとうまくなりたい。」は日本の野球少年達に大きなエールを送るCMとして評判を呼んだ。
他にはアニメ『新・巨人の星』のスポンサーをつとめていたこともあり、同作品のCM中に当時巨人の選手だった張本勲がアニメ化されて出演していた。また同じく巨人の河埜和正もCM出演（実写）していた。
現在のCMは野球の各ポジション別に（9作品で、うちピッチャーが2作品で全部で10作品）存在し、各ポジション別の意外で細かい動作をテーマにしている。
また、CMと同時期にポジション別の読み物風販促物として「原寸POSITION」ブックを9ポジション制作する。
その「原寸POSITION」ブックは2008年大阪コピーライターズ・クラブ（OCC）の最高賞である、クラブ賞を受賞する。
2008年より「原寸POSITION」ブック制作時の取材風景を収録した「原寸.com｣ を開設する。